# North Oil Company
 North Oil Company (NOC) é uma companhia petrolífera estatal, de Kirkuk, Iraque.

## História
A companhia foi estabelecida como uma estatal para o norte do Iraque.